# UK-10
UK-10とはキネティック及びマトラ・マルコーニ・スペース（現エアバス・ディフェンス・アンド・スペース）が製造する人工衛星用イオンエンジンである。

## 概要
キネティックが開発したUK-T5を基に開発されたのがUK-10である。カウフマン型イオンエンジンに分類される。他のイオンエンジンと同様に、静止衛星の南北制御等に用いられる他、広い推力幅を持ち非常に繊細な推力制御が可能な事から、衛星のドラッグフリー制御にも用いられる。

## 仕様
- タイプ：カウフマン型イオンエンジン
- 推進剤：キセノン
- 推力：1〜20mN 12μN毎可変 （公称18mN）
- 比推力：3,500s
- イオンビーム口径：100mm
- ビーム加速電圧：1.1kV
- 推力発生時消費電力：476W

## 採用宇宙機
- ARTEMIS - 光通信実証衛星。南北制御用に2機搭載。アリアン5の不具合によって低高度に投入されたが、18ヶ月かけ静止軌道に到達。
- GOCE - 地球重力場観測衛星。空気抵抗相殺によるドラッグフリー実現の為に2機搭載。

## 関連事項
- 電気推進
  - イオンエンジン
    - UK-T6
- エアバス・グループ